# Fulvia Mammi
Fulvia Mammi est une actrice italienne, née le 25 mai 1927 à Rome et morte le 4 juin 2006 à Bologne.

## Biographie
Fulvia Mammi est née à Rome en 1927.

### Formation et carrière
Elle fréquente l'Académie nationale d'art dramatique Silvio-D'Amico et fait ses débuts au théâtre dans Peccato che sia una sgualdrina. Principalement active sur scène, elle travaille entre autres avec Giorgio Strehler, André Barsacq et Giuseppe Patroni Griffi.
Entre la fin des années 1940 et le début des années 1960, elle a également été active au cinéma et à la télévision, en jouant généralement des rôles de femme sensible et fragile et par ailleurs comme voix de doublage.

### Vie privée et mort
Le 16 novembre 1952, Fulvia Mammi épouse le cinéaste italien Eriprando Visconti, dont elle a ensuite un fils prénommé Guido, qui deviendra musicien.

### Mort
Fulvia Mammi meurt le 4 juin 2006, à la Maison de retraite pour artistes de Bologne.

## Filmographie partielle
- 1948 : Arènes en folie (Fifa e arena) de Mario Mattoli
- 1950 : Contre la loi (Contro la legge) de Flavio Calzavara
- 1950 : Il sigillo rosso de Flavio Calzavara
- 1951 : Totò terzo uomo de Mario Mattoli
- 1952 : La Reine de Saba de Pietro Francisci
- 1955 : Rosso e nero de Domenico Paolella
- 1960 : Le Bel Antonio de Mauro Bolognini